# Basil Heiser
Basil Heiser (* 4. Januar 1909 in Terre Haute, Indiana; † 12. Januar 2009 in Rom) war ein amerikanischer Franziskaner und der 114. Generalminister der Franziskaner-Konventualen (Minoriten).

## Leben
Basil Heiser, Taufname Herman Francis, wurde am 4. Januar 1909 in Terre Haute, Vigo County, Indiana, geboren. Am 12. Juli 1925 trat er in den Orden der Franziskaner-Konventualen ein (Ordensname: Basilius Maria). Am 11. Februar 1930 legte er in Rom seine feierlichen Gelübde ab. Er studierte am St. Anthony Seminary in Rensselaer, New York, USA. Anschließend schloss er sein Theologiestudium an der Päpstlichen Fakultät St. Bonaventura in Rom ab, wo er am 1. Juli 1932 seine Lizenz erhielt. Am 24. Januar desselben Jahres wurde er zum Priester geweiht.
Pater Basil war an der Ausbildung von Brüdern sowohl als Professor als auch als Rektor von Seminaren in Carey, Ohio, und Chaska, Minnesota, beteiligt. 1954 wurde er zum Provinzialminister seiner Provinz gewählt und 1957 in diesem Amt bestätigt. Am Ende dieser Amtszeit, am 4. Juni 1960, wählte ihn das Generalkapitel zum 114. Nachfolger des heiligen Franz von Assisi als Generalminister des Ordens. In dieser Eigenschaft nahm er als Konzilsvater an allen vier Sitzungsperioden des Zweiten Vatikanischen Konzils teil. Am 21. November 1972 ernannte ihn Papst Paul VI. zum Untersekretär der Kongregation für die Ordensleute und die Säkularinstitute, ein Amt, das er zwölf Jahre lang, bis zum 19. Dezember 1984, innehatte.
Er starb am 4. Januar 2009 in Rom, eine Woche nach seinem 100. Geburtstag. Die Trauermesse wurde in Sancti Apostoli in Rom gefeiert. Die Beerdigung erfolgte auf dem Klosterfriedhof des Ordens der Minderbrüder in Rom.